# Simplex

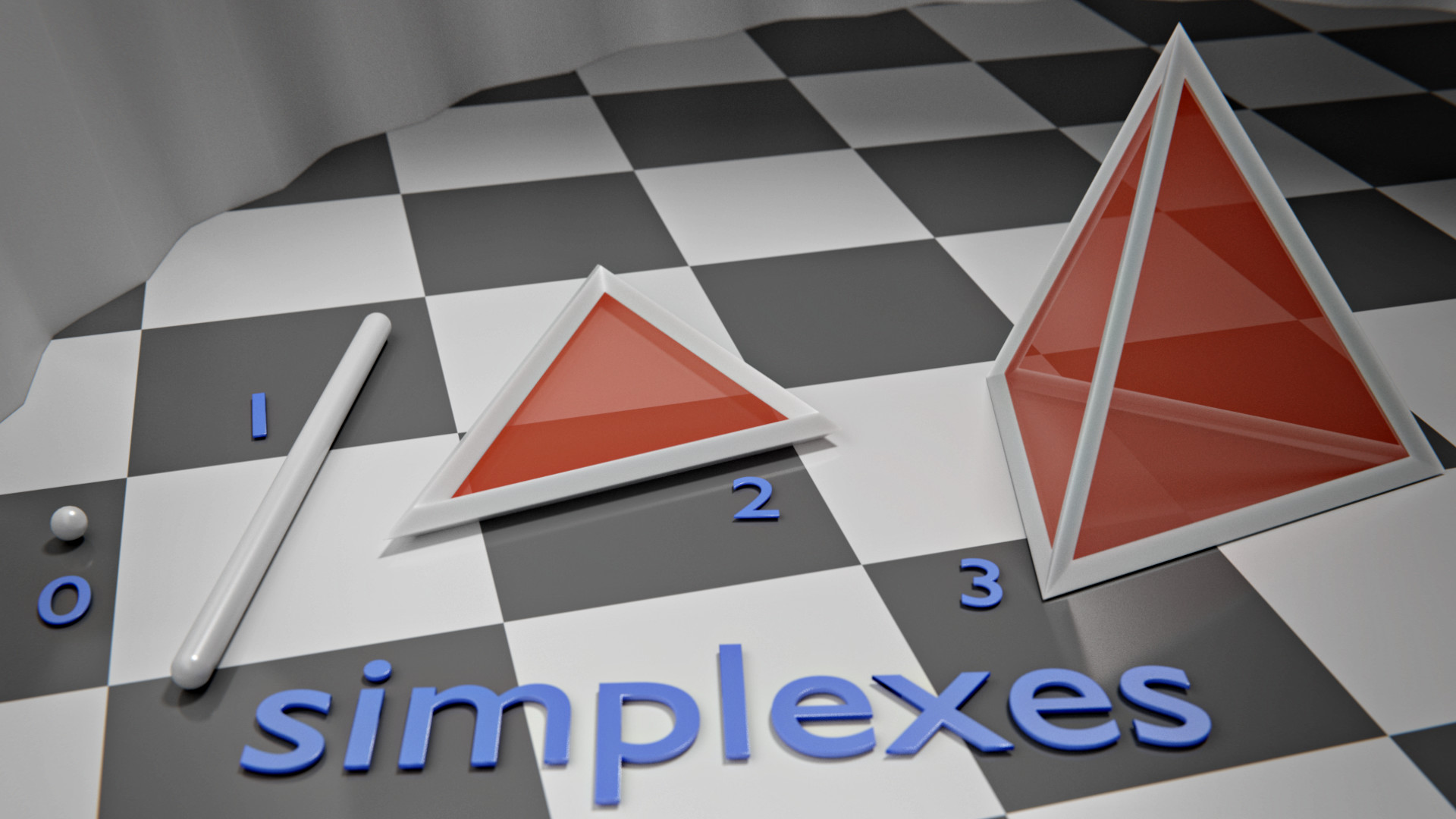
Cele patru simplexuri care pot fi reprezentate efectiv în spațiul tridimensional

În geometrie un simplex (plural: simplexuri) este o generalizare a noțiunii de triunghi sau tetraedru la un număr de dimensiuni arbitrare. Denumirea de simplexuri vine de la faptul că sunt reprezentările celor mai simple politopuri care sunt posibile într-un spațiu dat.
De exemplu, 
- un 0-simplex este un punct,
- un 1-simplex este un segment,
- un 2-simplex este un triunghi,
- un 3-simplex este un tetraedru,
- un 4-simplex este un 5-celule.

Mai exact, un k-simplex este un politop k-dimensional care este anvelopa convexă a celor k + 1 vârfuri. Formalizat, admițând că cele k + 1 puncte {\displaystyle u_{0},\dots ,u_{k}\in \mathbb {R} ^{k}} sunt independente într-un spațiu afin, ceea ce înseamnă că {\displaystyle u_{1}-u_{0},\dots ,u_{k}-u_{0}} sunt liniar independente⁠(d), simplexul este mulțimea acestor puncte:
{\displaystyle C=\left\{\theta _{0}u_{0}+\dots +\theta _{k}u_{k}~{\bigg |}~\sum _{i=0}^{k}\theta _{i}=1{\mbox{ și }}\theta _{i}\geq 0{\mbox{ pentru }}i=0,\dots ,k\right\}.}
Un simplex regulat este un simplex care este un Politop regulat. Un n-simplex regulat poate fi construit dintr-un (n − 1)-simplex regulat prin conectarea unui nou vârf la toate vârfurile existente prin segmente de lungime egală cu a celor existente.
Simplexul standard este simplexul format din cei k + 1 versori standard, adică
{\displaystyle \{x\in \mathbb {R} ^{k+1}:x_{0}+\dots +x_{k}=1,x_{i}\geq 0{\text{ pentru }}i=0,\dots ,k\}.}
În topologie și combinatorică, este uzual să fie „lipite împreună” simplexuri pentru a forma un Complex simplicial. Structura combinatorică asociată este un complex simplicial abstract⁠(d), unde cuvântul „simplex” înseamnă, simplu, orice mulțime finită de vârfuri.

## Istoric
Noțiunea de simplex i-a fost cunoscută lui William Kingdon Clifford, care a scris despe ele în 1886, dar le-a numit „prime confines” (română limitele inițiale). Henri Poincaré, scriind în 1900 despre topologia algebrică, le-a numit „tetraedre generalizate”.
În1902 Pieter Hendrik Schoute a descris noțiunea inițial cu superlativul latin „simplicissimum” (română cel mai simplu), apoi cu adjectivul latin în forma pozitivă, „simplex” (română simplu).
Familia de simplexuri regulate este prima din cele trei familii de politopuri regulate, notate de H.S.M. Coxeter cu αn, celelalte două fiind hiperoctaedrele, notate de el cu βn, și hipercuburile, notate de el cu γn. A patra familie, fagurii hipercubici a fost notată de el cu δn.

## Elemente
Anvelopa convexă a oricărei submulțimi nevide din cele n + 1 puncte care definesc un n-simplex este numită față a simplexului. Fețele sunt ele însele simplexuri. În particular, anvelopa convexă a submulțimii din dimensiunea m + 1 (unde dimensiunea n + 1 definește punctele) este un m-simplex, numit m-față a n-simplexului. 0-fețele (ex. însăși punctele, ca mulțime în dimensiunea 1) sunt numite vârfuri, 1-fețele sunt numite laturi, (n − 1)-fețele sunt numite fațete, iar singura n-față este însuși n-simplexul. În general, numărul m-fețelor este egal cu coeficientul binomial {\displaystyle {\tbinom {n+1}{m+1}}}. Corespunzător, numărul m-fețelor unui n-simplex poate fi găsit în coloana (m + 1) a rândului (n + 1) din triunghiul lui Pascal. Simplexul A este o cofață a simplexului B dacă B este o față a lui A. Față și fațetă pot avea sensuri diferite la descrierea tipurilor de simplexuri într-un complex simpicial.
Numărul 1-fețelor (laturi) ale unui n-simplex este al n-lea număr triunghiular, numărul 2-fețelor ale unui n-simplex este al (n − 1)-lea număr tetraedric, numărul 3- fețelor ale unui n-simplex este al (n − 2)-lea număr 5-politopic ș.a.m.d.
| Δn  | Nume                  | Simbol Schläfli Coxeter     | 0- fețe (vârfuri) | 1- fețe (laturi) | 2- fețe | 3- fețe | 4- fețe | 5- fețe | 6- fețe | 7- fețe | 8- fețe | 9- fețe | 10- fețe | Suma = 2n+1 − 1 |
| --- | --------------------- | --------------------------- | ----------------- | ---------------- | ------- | ------- | ------- | ------- | ------- | ------- | ------- | ------- | -------- | --------------- |
| Δ0  | 0-simplex (punct)     | ( ) ·                       | 1                 |                  |         |         |         |         |         |         |         |         |          | 1               |
| Δ1  | 1-simplex (segment)   | { } = ( ) ∨ ( ) = 2 · ( ) · | 2                 | 1                |         |         |         |         |         |         |         |         |          | 3               |
| Δ2  | 2-simplex (triunghi)  | {3} = 3 · ( ) ·             | 3                 | 3                | 1       |         |         |         |         |         |         |         |          | 7               |
| Δ3  | 3-simplex (tetraedru) | {3,3} = 4 · ( ) ·           | 4                 | 6                | 4       | 1       |         |         |         |         |         |         |          | 15              |
| Δ4  | 4-simplex (5-celule)  | {33} = 5 · ( ) ·            | 5                 | 10               | 10      | 5       | 1       |         |         |         |         |         |          | 31              |
| Δ5  | 5-simplex             | {34} = 6 · ( ) ·            | 6                 | 15               | 20      | 15      | 6       | 1       |         |         |         |         |          | 63              |
| Δ6  | 6-simplex             | {35} = 7 · ( ) ·            | 7                 | 21               | 35      | 35      | 21      | 7       | 1       |         |         |         |          | 127             |
| Δ7  | 7-simplex             | {36} = 8 · ( ) ·            | 8                 | 28               | 56      | 70      | 56      | 28      | 8       | 1       |         |         |          | 255             |
| Δ8  | 8-simplex             | {37} = 9 · ( ) ·            | 9                 | 36               | 84      | 126     | 126     | 84      | 36      | 9       | 1       |         |          | 511             |
| Δ9  | 9-simplex             | {38} = 10 · ( ) ·           | 10                | 45               | 120     | 210     | 252     | 210     | 120     | 45      | 10      | 1       |          | 1023            |
| Δ10 | 10-simplex            | {39} = 11 · ( ) ·           | 11                | 55               | 165     | 330     | 462     | 462     | 330     | 165     | 55      | 11      | 1        | 2047            |

Intuitiv, într-un limbaj profan, un n-simplex este o formă simplă (un poligon) care necesită n dimensiuni. Fie un segment AB o „formă” în spațiul 1-dimensional (dreapta care conține segmentul). Se poate adăuga un nou punct, C, undeva în afara dreptei. Noua formă, triunghiul ABC, necesită două dimensiuni; el nu încape în spațiul 1-dimensional inițial. Triunghiul este 2-simplexul, o formă simplă care necesită două dimensiuni. Fie triunghiul ABC o formă în spațiul 2-dimensional (planul care conține triunghiul). Se poate adăuga un nou punct, D, undeva în afara planului. Noua formă, tetraedrul ABCD, necesită trei dimensiuni; el nu încape în spațiul 2-dimensional. Tetraedrul este 3-simplexul, o formă simplă care necesită trei dimensiuni. Fie tetraedrul ABCD, o formă în spațiul 3-dimensional (3-spațiul care conține tetraedrul). Se poate adăuga un nou punct, E, undeva în afara 3-spațiului. Noua formă, ABCDE, numită 5-celule, necesită patru dimensiuni și este numit 4-simplex; el nu încape în spațiul 3-dimensional. (Nici nu poate fi vizualizat ușor.) Această idee poate fi generalizată: adăugarea unui nou punct în afara spațiului curent, necesită o dimensiune superioară, care să conțină noua formă.
Formal, un (n + 1)-simplex poate fi construit reunind (operatorul ∨ ) un n-simplex cu un punct, ( ). Un (m + n + 1)-simplex poate fi construit reunind un m-simplex cu un n-simplex. Cele două simplexuri trebuie orientate astfel încât să fie complet normale unul față de altul, prin translații în direcții ortogonale față de ambele. Un 1-simplex este reuniunea a două puncte: ( ) ∨ ( ) = 2 · ( ). Un 2-simplex oarecare (triunghi scalen) este reuniunea a trei puncte: ( ) ∨ ( ) ∨ ( ). Un triunghi isoscel este reuniunea a 1-simplex cu un punct: { } ∨ ( ). Un triunghi echilateral este 3 · ( ) sau {3}. Un 3-simplex oarecare este reuniunea a 4 puncte: ( ) ∨ ( ) ∨ ( ) ∨ ( ). Un 3-simplex cu simetrie în oglindă poate fi exprimat printr-o reuniune dintre o latură și două puncte: { } ∨ ( ) ∨ ( ). Un 3-simplex cu simetrie triunghiulară poate fi exprimat printr-o reuniune a unui triunghi echilateral cu un punct: 3.( )∨( ) or {3}∨( ). Un tetraedru regulat este 4 · ( ) sau {3,3} ș.a.m.d.
|  |

În unele convenții, mulțimea vidă este definită drept un (−1)-simplex. Definiția are sens pentru n = −1 în construcția de mai sus. Această convenție este mai întâlnită în aplicațiile topologiei algebrice decât în studiul politopurilor.

## Grafuri simetrice ale simplexurilor regulate
Aceste poligoane Petrie (proiecții ortogonele deformate) arată vârfurile unui simplex regulat pe un cerc, și conexiunile perechilor de vârfuri prin laturi.
| 1  | 2  | 3  | 4  | 5  |
| 6  | 7  | 8  | 9  | 10 |
| 11 | 12 | 13 | 14 | 15 |
| 16 | 17 | 18 | 19 | 20 |

## Simplexul unitate

2-simplexul unitate în R^{3}

n-simplexul unitate (sau n-simplexul standard) este submulțimea din Rn+1 dată de
{\displaystyle \Delta ^{n}=\left\{(t_{0},\dots ,t_{n})\in \mathbb {R} ^{n+1}~{\big |}~\sum _{i=0}^{n}t_{i}=1{\text{ și }}t_{i}\geq 0{\text{ pentru }}i=0,...,n\right\}}
Simplexul Δn se află în hiperplanul afin obținut eliminând restricția ti ≥ 0 din definiția de mai sus.
Cele n + 1 vârfuri ale n-simplexului unitate sunt punctele ei ∈ Rn+1, unde
e0 = (1, 0, 0, ..., 0),
e1 = (0, 1, 0, ..., 0),
{\displaystyle \vdots }
en = (0, 0, 0, ..., 1).
Aceasta este forma canonică⁠(d) pentru aplicarea pe un n-simplex oarecare cu vârfurile (v0, ..., vn) date de
{\displaystyle (t_{0},\ldots ,t_{n})\mapsto \sum _{i=0}^{n}t_{i}v_{i}}
Coeficienții ti se numesc coordonate baricentrice⁠(d) ale unui punct al n-simplexului. Un asemenea simplex este adesea numit n-simplex afin, pentru a sublinia că aplicația canonică este o transformare afină⁠(d). Uneori este numit și n-simplex afin orientat, pentru a sublinia că aplicația canonică poate fi una orientată⁠(d) sau inversată.
Mai general, aceasta este aplicația canonică pentru n–1-simplexul unitate (cu n vârfuri) pentru orice politop cu n vârfuri, dată de aceeași ecuație (modificând indecșii):
{\displaystyle (t_{1},\ldots ,t_{n})\mapsto \sum _{i=1}^{n}t_{i}v_{i}}
Acestea sunt cunoscute drept coordonate baricentrice generalizate, și exprimă fiecare politop ca „imaginea” unui simplex: {\displaystyle \Delta ^{n-1}\twoheadrightarrow P.}
O funcție obișnuită în Rn în interiorul n–1-simplexului unitate este funcția softmax⁠(d), sau funcția exponențială normalizată; aceasta este o generalizare a funcției logistice⁠(d) standard.

### Exemple
- Δ0 este punctul 1 în R1.
- Δ1 este segmentul care unește punctele (1, 0) și (0, 1) în R2.
- Δ2 este triunghiul echilateral cu vârfurile (1, 0, 0), (0, 1, 0) și (0, 0, 1) în R3.
- Δ3 este tetraedrul regulat cu vârfurile (1, 0, 0, 0), (0, 1, 0, 0), (0, 0, 1, 0) și (0, 0, 0, 1) în R4.

### Coordonate crescătoare
Un sistem de coordonate alternativ se poate obține prin sumele:
{\displaystyle {\begin{aligned}s_{0}&=0\\s_{1}&=s_{0}+t_{0}=t_{0}\\s_{2}&=s_{1}+t_{1}=t_{0}+t_{1}\\s_{3}&=s_{2}+t_{2}=t_{0}+t_{1}+t_{2}\\&\dots \\s_{n}&=s_{n-1}+t_{n-1}=t_{0}+t_{1}+\cdots +t_{n-1}\\s_{n+1}&=s_{n}+t_{n}=t_{0}+t_{1}+\cdots +t_{n}=1\end{aligned}}}
Asta duce la o prezentare prin ordine, respectiv ca n-tupluri nedescrescătoare între 0 și 1:
{\displaystyle \Delta _{*}^{n}=\left\{(s_{1},\ldots ,s_{n})\in \mathbb {R} ^{n}\mid 0=s_{0}\leq s_{1}\leq s_{2}\leq \dots \leq s_{n}\leq s_{n+1}=1\right\}.}
Geometric, acesta este o submulțime n-dimensională a {\displaystyle \mathbb {R} ^{n}} (dimensiune maximă, codimensiune 0) mai degrabă ca una a {\displaystyle \mathbb {R} ^{n+1}} (codimensiune 1). Fațetele, care la simplexul unitate corespund unei coordonate nule, {\displaystyle t_{i}=0,} aici ele corespund la coordonate successive, ca fiind egale cu coordonatele, {\displaystyle s_{i}=s_{i+1},} în timp ce interiorul său corespunde strict unei inegalități.
O deosebire esențială între aceste prezentări este comportarea în cazul permutării coordonatelor – simplexul unitate este stabil la permutarea coordonatelor, în timp ce un "simplex ordonat" nu este invariant la permutarea elementelor, permutarea unei secvențe ordonate duce de obicei la una dezordonată. Simplexul ordonat este un Domeniu fundamental (închis) la acțiunea de grup⁠(d) asupra gupului simetric⁠(d) al n-cubului, ceea ce înseamnă că parcursul simplexului ordonat pentru cele n! elemente ale grupului simetric împarte n-cubul în n! simplexuri aproape disjuncte (disjuncte, cu excepția frontierelor), arătând că volumul unui singur simplex este {\displaystyle 1/n!}. Alternativ, volumul poate fi calculat prin integrare repetată, în care mărimile de integrat sunt {\displaystyle 1,x,x^{2}/2,x^{3}/3!,\dots ,x^{n}/n!}
O altă proprietate a acestei abordări este că folosește ordinea, dar nu adunarea, și prin asta poate fi definită în orice dimensiune, peste orice set ordonat, de exemplu poate fi utilizată pentru a defini un simplex cu dimensiuni infinite fără probleme de convergență a sumelor.

### Proiecția simplexului standard
În special în aplicațiile numerice ale teoriei probabilităților interesează proiecția 3D⁠(d) a simplexului standard. Fiid date probabilitățile {\displaystyle \,(p_{i})_{i}} cu posibile valori negative, cel mai apropiat punct {\displaystyle \left(t_{i}\right)_{i}} din simplex are coordonatele
{\displaystyle t_{i}=\max\{p_{i}+\Delta \,,0\},}
unde {\displaystyle \Delta } se alege astfel încât {\displaystyle \sum _{i}\max\{p_{i}+\Delta \,,0\}=1.}
{\displaystyle \Delta } poate fi calculat ușor pentru {\displaystyle p_{i}} sortate.
Sortarea necesită volum de calcul proporțional cu {\displaystyle O(n\log n)}, care pot fi redus la unul proporțional cu {\displaystyle O(n)} folosind algoritmul cu determinarea medianei⁠(d). Proiecția pe simplex este similară din punct de vedere al calculului cu proiecția pe o {\displaystyle \ell _{1}} bilă.

### Colțul cubului
În final, o metodă simplă este de a înlocui "sumarea la 1" cu "sumarea la cel mult 1"; asta crește numărul de dimensiuni cu 1, astfel, pentru a simplifica formulele, indecșii se schimbă:
{\displaystyle \Delta _{c}^{n}=\left\{(t_{1},\ldots ,t_{n})\in \mathbb {R} ^{n}~{\big |}~\sum _{i=1}^{n}t_{i}\leq 1{\text{ și }}t_{i}\geq 0{\text{ pentru toți }}i\right\}.}
Asta produce un n-simplex de forma colțului unui n-cub, și este simplexul ortogonal standard. Acesta este simplexul folosit în algoritmul simplex, care este plasat în origine și local modelează un vârf cu n fațete al unui politop.

## Coordonatele carteziene pentru unn-dimensional simplex regulat înRn
O modalitate de a descrie în Rn un n-simplex regulat este de a porni de la două puncte care să fie primele două vârfuri, apoi a pune un al treilea pentru a forma un triunghi echilateral, apoi al patrulea care să formeze un tetraedru regulat ș.a.m.d. Fiecare pas necesită ecuații corespunzătoare care asigură că fiecare nou vârf, împreună cu cele precedente, formează un simplex regulat. Există mai multe seturi de ecuații care pot fi notate și utilizate în acest scop. Acestea trebuie să prevadă egalitatea tuturor distanțelor dintre vârfuri; egalitatea tuturor distanțelor de la vârfuri la centrul simplexului; faptul că unghiul subîntins de noul vârf față de oricare două vârfuri alese anterior este {\displaystyle \pi /3}; și faptul că unghiul subîntins din centrul simplexului față de oricare două vârfuri este {\displaystyle \arccos(-1/n)}.
De asemenea, este posibil să se descrie în Rn direct un anumit n-simplex, care apoi poate fi translat, rotit și scalat după dorință. Pentru asta se scrie o |bază vectorială în Rn de la e1 până la en. Se începe cu un (n−1)-simplex standard, care este anvelopa convexă a vectorilor bază. Adăugând încă un vârf, acesta devine o față unui n-simplex regulat. Vârful adăugat trebuie situat pe dreapta perpendiculară pe baricentrul simplexului standard, deci, pentru niște numere reale α, are forma (α/n, ..., α/n). Deoarece pătratul distanței dintre doi vectori ai bazei este 2, pentru a forma un n-simplex regulat vârful adăugat trebuie plasat astfel încât pătratul distanței dintre el și oricare dintre vectorii bazei să fie tot 2. Asta duce la o ecuație de gradul al doilea în α. Rezolvând această ecuație rezultă că există două posibilități pentru poziția acestui vârf:
{\displaystyle {\frac {1}{n}}(1\pm {\sqrt {n+1}})\cdot (1,\dots ,1).}
Oricare din acestea, împreună cu vectorii bazei, formează un n-simplex regulat.
n-simplexul regulat prezentat nu este centrat în origine. El poate fi translat în origine scăzând din vârfuri media acestora. Prin scalare laturile pot deveni lungi cât unitatea. Rezultatul este un simplex cu vârfurile:
{\displaystyle {\frac {1}{\sqrt {2}}}\mathbf {e} _{i}-{\frac {1}{n{\sqrt {2}}}}{\bigg (}1\pm {\frac {1}{\sqrt {n+1}}}{\bigg )}\cdot (1,\dots ,1),}
for {\displaystyle 1\leq i\leq n}, și
{\displaystyle \mp {\frac {1}{2{\sqrt {n+1}}}}\cdot (1,\dots ,1).}
Simplexul este înscris în hipersfera de rază {\displaystyle {\sqrt {n/(2(n+1))}}}.
O scalare diferită produce un simplex înscris într-o hipersferă unitate. În acest caz vârfurile sunt
{\displaystyle {\sqrt {1+n^{-1}}}\cdot \mathbf {e} _{i}-n^{-3/2}({\sqrt {n+1}}\pm 1)\cdot (1,\dots ,1),}
unde {\displaystyle 1\leq i\leq n}, și
{\displaystyle \mp n^{-1/2}\cdot (1,\dots ,1).}
Lungimea laturii acestui simplex este {\displaystyle {\sqrt {2(n+1)/n}}}.
Un mod foarte simetric de a construi un n-simplex regulat este folosirea unei reprezentări a unui grup ciclic⁠(d) Zn+1 printr-o matrice ortogonală⁠(d). Aceasta este o matrice n × n, Q, astfel încât Qn+1 = I este o matrice unitate. Aplicarea puterilor acestei matrice unui vector potrivit v va produce vârfurile unui n-simplex regulat. Pentru asta, trebuie observat că pentru orice matrice ortogonală Q este posibilă alegerea unei baze în care Q este o matrice diagonală
{\displaystyle Q=\operatorname {diag} (Q_{1},Q_{2},\dots ,Q_{k}),}
unde fiecare Qi este ortogonală și fie 2 × 2, fie 1 ÷ 1. Pentru ca Q să fie de ordinul n+1, toate aceste matrice trebuie să fie divizori de ordinul n+1. Prin urmare, fiecare Qi este sau o matrice 1 × 1 a cărei singură intrare este 1 sau, dacă n este impar, –1; sau este o matrice 2 × 2 de forma
{\displaystyle {\begin{pmatrix}\cos {\frac {2\pi \omega _{i}}{n+1}}&-\sin {\frac {2\pi \omega _{i}}{n+1}}\\\sin {\frac {2\pi \omega _{i}}{n+1}}&\cos {\frac {2\pi \omega _{i}}{n+1}}\end{pmatrix}},}
unde fiecare ωi este un întreg între zero și n, inclusiv. O condiție suficientă ca parcursul unui punct să fie un simplex regulat este ca matricele Qi să formeze o bază pentru reprezentarea reală netrivială ireductibilă a Zn+1, iar vectorul rotit nu este stabilizat de niciuna dintre ele.
În cuvinte simple, pentru n par asta înseamnă că oricare dintre matricele Qi este una 2 × 2, și există egalitatea
{\displaystyle \{\omega _{1},n+1-\omega _{1},\dots ,\omega _{n/2},n+1-\omega _{n/2}\}=\{1,\dots ,n\},}
și, pentru orice Qi, intrările v ale Qi nu sunt ambele zero. De exemplu, când n = 4, o posibilă matrice este
{\displaystyle {\begin{pmatrix}\cos(2\pi /5)&-\sin(2\pi /5)&0&0\\\sin(2\pi /5)&\cos(2\pi /5)&0&0\\0&0&\cos(4\pi /5)&-\sin(4\pi /5)\\0&0&\sin(4\pi /5)&\cos(4\pi /5)\end{pmatrix}}.}
Aplicând asta vectorului (1, 0, 1, 0) rezultă simplexul ale cărui vârfuri sunt
{\displaystyle {\begin{pmatrix}1\\0\\1\\0\end{pmatrix}},{\begin{pmatrix}\cos(2\pi /5)\\\sin(2\pi /5)\\\cos(4\pi /5)\\\sin(4\pi /5)\end{pmatrix}},{\begin{pmatrix}\cos(4\pi /5)\\\sin(4\pi /5)\\\cos(8\pi /5)\\\sin(8\pi /5)\end{pmatrix}},{\begin{pmatrix}\cos(6\pi /5)\\\sin(6\pi /5)\\\cos(2\pi /5)\\\sin(2\pi /5)\end{pmatrix}},{\begin{pmatrix}\cos(8\pi /5)\\\sin(8\pi /5)\\\cos(6\pi /5)\\\sin(6\pi /5)\end{pmatrix}},}
fiecare la distanța √5 de celelalte.
Când n este impar, condiția este ca exact una din diagonale să fie 1 × 1, egal cu –1, și se aplică unei intrări diferite de zero a v; în timp ce blocurile diagonale rămase, să zicem Q1, ..., Q(n − 1) / 2, sunt 2 × 2, există egalitatea
{\displaystyle \{\omega _{1},-\omega _{1},\dots ,\omega _{(n-1)/2},-\omega _{n-1)/2}\}=\{1,\dots ,(n-1)/2,(n+3)/2,\dots ,n\},}
și fiecare bloc diagonal se aplică asupra unei perechi de intrări ale v care nu sunt ambele zero. De exemplu, când n = 3, o posibilă matrice este
{\displaystyle {\begin{pmatrix}0&-1&0\\1&0&0\\0&0&-1\\\end{pmatrix}}.}
Pentru vectorul (1, 0, 1/√2), simplexul rezultat are vârfurile
{\displaystyle {\begin{pmatrix}1\\0\\1/\surd 2\end{pmatrix}},{\begin{pmatrix}0\\1\\-1/\surd 2\end{pmatrix}},{\begin{pmatrix}-1\\0\\1/\surd 2\end{pmatrix}},{\begin{pmatrix}0\\-1\\-1/\surd 2\end{pmatrix}},}
fiecare fiind la distanța de 2 față de celelalte.

## Proprietăți geometrice

### Volumul
Volumul unui n-simplex cu vârfurile (v0, ..., vn) este
{\displaystyle \left|{1 \over n!}\det {\begin{pmatrix}v_{1}-v_{0},&v_{2}-v_{0},&\dots ,&v_{n}-v_{0}\end{pmatrix}}\right|}
unde fiecare coloană a determinantului n × n este diferența dintre vectorii care reprezintă două vârfuri. Un mod elegant de scrie asta este
{\displaystyle \left|{1 \over n!}\det {\begin{pmatrix}v_{0}&v_{1}&\cdots &v_{n}\\1&1&\cdots &1\end{pmatrix}}\right|}
Altă meodă obișnuită pentru a calcula volumul unui simplex este cu determinantul Cayley–Menger. Se poate calcula volumul unui simplex dintr-un spațiu cu dimensiuni superioare, de exemplu aria („volumul”) unui triunghi în {\displaystyle \mathbb {R} ^{3}}.
Fără 1/n! este formula pentru volumul unui n-paralelotop (paralelipiped n-dimensional). Asta se deduce după cum urmează: Fie P un n-paralelotop construit pe baza {\displaystyle (v_{0},e_{1},\ldots ,e_{n})} of {\displaystyle \mathbf {R} ^{n}}.
Fie o permutarea {\displaystyle \sigma } a {\displaystyle \{1,2,\ldots ,n\}}, se poate genera o poziție într-o listă de vârfuri {\displaystyle v_{0},\ v_{1},\ldots ,v_{n}} pe o n-cale dacă
{\displaystyle v_{1}=v_{0}+e_{\sigma (1)},\ v_{2}=v_{1}+e_{\sigma (2)},\ldots ,v_{n}=v_{n-1}+e_{\sigma (n)}}
(deoarece există n! n-căi iar {\displaystyle v_{n}} nu depinde de permutare). Următoarele afirmații sunt valabile:
Dacă P este n-hipercubul unitate, atunci reuniunea n-simplexelor formate din anvelopa convexă a fiecărei n-căi este P, iar aceste simplexuri sunt congruente și nu se suprapun în perechi. Asta deoarece fiecare n-cale corespunzătoare unei permutări {\displaystyle \scriptstyle \sigma } este imaginea unei n-căi {\displaystyle \scriptstyle v_{0},\ v_{0}+e_{1},\ v_{0}+e_{1}+e_{2},\ldots v_{0}+e_{1}+\cdots +e_{n}} prin izometria care trimite {\displaystyle \scriptstyle v_{0}} la {\displaystyle \scriptstyle v_{0}}, și a cărei parte liniară asigură corespondența {\displaystyle \scriptstyle e_{i}} cu {\displaystyle \scriptstyle e_{\sigma (i)}} pentru toți i. Deoarece oricare două n-căi sunt izometrice, la fel anvelopele lor convexe; asta explică congruența simplexurilor. Pentru a susține celelalte afirmații este suficient să remarcăm că interiorul simplexului, determinat de n-calea {\displaystyle \scriptstyle v_{0},\ v_{0}+e_{\sigma (1)},\ v_{0}+e_{\sigma (1)}+e_{\sigma (2)}\ldots v_{0}+e_{\sigma (1)}+\cdots +e_{\sigma (n)}}, este mulțimea punctelor {\displaystyle \scriptstyle v_{0}+(x_{1}+\cdots +x_{n})e_{\sigma (1)}+\cdots +(x_{n-1}+x_{n})e_{\sigma (n-1)}+x_{n}e_{\sigma (n)}}, cu {\displaystyle \scriptstyle 0<x_{i}<1} și {\displaystyle \scriptstyle x_{1}+\cdots +x_{n}<1.} Prin urmare, componentele acestor puncte în raport cu fiecare bază corespunzătoare permutată sunt strict ordonate în ordine descrescătoare. Asta explică de ce simplexurile nu se suprapun. Faptul că reuniunea simplexurilor este întregul n-hipercub unitate rezultă, de asemenea, înlocuind inegalitățile stricte de mai sus cu "{\displaystyle \scriptstyle \leq }". Aceleași argumente sunt valabile și pentru un paralelotop oarecare, cu excepția izometriei dintre simplexuri. În particular, volumul unui astfel de simplex este
{\displaystyle {\frac {\operatorname {Vol} (P)}{n!}}={\frac {1}{n!}}.}
Dacă P este un paralelotop oarecare, aceleași afirmații sunt valabile cu excepția faptului că nu mai este adevărat, în dimensiuni > 2, că simplexurile trebuie să fie congruente în perechi; totuși, volumele lor rămân egale deoarece n-paralelotopul este imaginea n-hipercubului unitate printr-o transformare liniară care transformă baza canonică {\displaystyle \mathbf {R} ^{n}} în {\displaystyle e_{1},\ldots ,e_{n}}. La fel ca înainte, asta implică că volumul unui simplex generat de o n-cale este:
{\displaystyle {\frac {\operatorname {Vol} (P)}{n!}}={\frac {\det(e_{1},\ldots ,e_{n})}{n!}}.}
Invres, fiind dat un n-simplex {\displaystyle (v_{0},\ v_{1},\ v_{2},\ldots v_{n})} of {\displaystyle \mathbf {R} ^{n}}, se poate presupune că vectorii {\displaystyle e_{1}=v_{1}-v_{0},\ e_{2}=v_{2}-v_{1},\ldots e_{n}=v_{n}-v_{n-1}} formează o bază în {\displaystyle \mathbf {R} ^{n}}. Considerând paralelotopul construit din {\displaystyle v_{0}} și {\displaystyle e_{1},\ldots ,e_{n}}, se vede că formula anterioară este valabilă pentru fiecare simplex.
În final, formula din începutul acestei secțiuni se obține observând că
{\displaystyle \det(v_{1}-v_{0},v_{2}-v_{0},\ldots v_{n}-v_{0})=\det(v_{1}-v_{0},v_{2}-v_{1},\ldots ,v_{n}-v_{n-1}).}
Di această formulă rezultă imediat că volumul de sub un n-simplex standard (adică între origine și simplexul din Rn+1) este
{\displaystyle {1 \over (n+1)!}}
Volumul unui n-simplex regulat cu latura de o unitate este
{\displaystyle {\frac {\sqrt {n+1}}{n!{\sqrt {2^{n}}}}}}
după cum se poate vedea înmulțind formula precedentă cu xn+1, pentru a obține volumul de sub un n-simplex în funcție de diatanța vârfului său x față de origine, diferențiind în funcție de x, la {\displaystyle x=1/{\sqrt {2}}}  (unde lungimea laturii n-simplexului este 1), și normalizând cu lungimea {\displaystyle dx/{\sqrt {n+1}}} a incrementului, {\displaystyle (dx/(n+1),\ldots ,dx/(n+1))}, de-a lungul de-a lungul vectorului normal.

### Unghiurile diedre alen-simplexului regulat
Oricare două fețe (n − 1)-dimensionale ale unui simplex regulat n-dimensional sunt, ele însele, simplexuri regulate (n − 1)-dimensionale și au între ele același unghi diedru, de {\displaystyle \arccos {\frac {1}{n}}}.
Acest lucru se poate stabili observând că centrul simplexului standard este {\displaystyle ({\frac {1}{n+1}},\dots ,{\frac {1}{n+1}})}, iar centrele fețelor sale sunt permutări ale coordonatetelor {\displaystyle (0,{\frac {1}{n}},\dots ,{\frac {1}{n}})}. Apoi, prin simetrie, vectorul trasat între {\displaystyle ({\frac {1}{n+1}},\dots ,{\frac {1}{n+1}})} și {\displaystyle (0,{\frac {1}{n}},\dots ,{\frac {1}{n}})} este perpendicular pe fețe. Deci vectorii normali pe fețe sunt permutări ale {\displaystyle (-n,1,\dots ,1)}, din care se calculează unghiurile diedre.

### Simplexuri cu un „colț ortogonal”
Un „colț ortogonal” este un vârf în care toate laturile adiacente sunt reciproc ortogonale. Rezultă imediat că toate fețele adiacente sunt reciproc ortogonale. Aceste simplexuri sunt generalizări ale triunghiurilor drepte și pentru ele există versiuni n-dimensionale ale teoremei lui Pitagora:
Suma pătratelor volumelor (n − 1)-dimensionale ale fațetelor adiacente unui colț ortogonal este egală cu pătratul volumului (n − 1)-dimensional al fațetei opuse coțului ortogonal.
{\displaystyle \sum _{k=1}^{n}|A_{k}|^{2}=|A_{0}|^{2}}
unde {\displaystyle A_{1}\ldots A_{n}} sunt fațetele reciproc ortogonale dar nu și ortogonale față de {\displaystyle A_{0}}, care este fațeta opusă colțului ortogonal.
Pentru un 2-simplex asta se reduce la teorema lui Pitagora pentru triunghiuri dreptunghice, iar pentru un 3-simplex la teorema lui De Gua⁠(d) pentru un tetraedru cu colț ortogonal.

### Relația cu (n+1)-hipercubul
Diagrama Hasse⁠(d) a laticei fețelor unui n-simplex este izomorfă cu graful laturilor unui (n + 1)-hipercub, în care vârfurile hipercubului se aplică pe fiecare element al n-simplexului, inclusiv întregul simplex și politopul nul ca puncte extreme ale laticei, (aranjate în două vârfuri opuse ale hipercubului). Acest aspect poate fi folosit la enumerarea eficientă a fețelor din laticea simplexului, deoarece metode mai generale de enumerare necesită capacități de calcul mai mari.
Un n-simplex este și Figura vârfului unui (n + 1)-hipercub. Este, de asemenea, fațeta unui (n + 1)-Ortoplex.

### Topologie
Un n-simplex este topologic echivalent cu o n-bilă. Orice n-simplex este o formă n-dimensională cu colțuri.

### Probabilități
În teoria probabilităților, punctele unui n-simplex standard în spațiul (n + 1)-dimensional formează un spațiu de distribuție probabilistică format dintr-o mulțime finită de n + 1 posibile evenimente. Corespondența este următoarea: pentru orice distribuție descrisă ca un (n + 1)-tuplu ordonat de probabilități a căror sumă este (obligatoriu) 1, se asociază punctul simplexului ale cărui coordonate baricentrice sunt exact aceste probabilități. Adică vârfului k al simplexului i se asociază probabilitatea k din (n + 1)-tuplu drept coeficientul său baricentric. Această corespondență este un homeomorfism⁠(d)homeomorfism afin.

### Compuși
Deoarece toate simplexurile sunt autoduale, ele pot forma o serie de compuși;
- Două triunghiuri formează o Hexagramă ( {6/2} ).
- Două tetraedre formează un Compus de două tetraedre; două tetraedre regulate formează un octaedru stelat.
- Două 5-celule formează un „compus de două 5-celule” în patru dimensiuni.

## Topologie algebrică
În topologia algebrică simplexurile sunt folosite pentru a construi o clasă interesantă de spații topologice, numite complexe simpliciale. Aceste spații sunt formate din simplexuri lipite împreună într-o manieră combinatorică. Complexele simpliciale sunt folosite la definirea unei omologii⁠(d) numită omologie simplicială⁠(d).
O mulțime finită de k-simplexuri incluse într-o mulțime deschisă din Rn se numește un k-lanț afin. Simplexurile dintr-un lanț nu este obligatoriu să apară o singură dată; ele pot să apară de mai multe ori. Mai degrabă decât folosirea notațiilor standard pentru un lanț afin, practica obișnuită este să se folosească semnul plus pentru separarea elementelor lanțului. Dacă unele simplexuri au orientarea opusă, acestea sunt prefixate de semnul minus. Dacă unele simplexuri apar în lanț de mai multe ori, acestea sunt prefixate cu un contor (întreg), care indică multiplicitatea. Astfel, un lanț afin ia forma unei sume cu coeficienți întregi.
De notat că orice fațetă a unui n-simplex este un (n − 1)-simplex afin, iar prin asta frontierele unui n-simplex sunt un (n − 1)-lanț afin. Astfel, fiind dat un simplex afin orientat pozitiv ca
{\displaystyle \sigma =[v_{0},v_{1},v_{2},\ldots ,v_{n}]}
cu vârfurile {\displaystyle v_{j}}, atunci frontiera {\displaystyle \partial \sigma } lui σ este lanțul
{\displaystyle \partial \sigma =\sum _{j=0}^{n}(-1)^{j}[v_{0},\ldots ,v_{j-1},v_{j+1},\ldots ,v_{n}].}
Din acestă expresie și din liniaritatea operatorului frontieră rezultă că frontiera frontierei unui simplex este zero:
{\displaystyle \partial ^{2}\sigma =\partial \left(\sum _{j=0}^{n}(-1)^{j}[v_{0},\ldots ,v_{j-1},v_{j+1},\ldots ,v_{n}]\right)=0.}
De semenea, frontiera frontierei unui lanț este zero: {\displaystyle \partial ^{2}\rho =0}.
Mai general, un simplex (și un lanț) pot fi incluse într-o varietate printr-o aplicație (funcție topologică de asociere) continuă și diferențiabilă {\displaystyle f\colon \mathbb {R} ^{n}\rightarrow M}. În acest caze, atât convenția de însumare pentru descrierea mulțimii, cât și operația pe frontiere comută cu includerea. Adică,
{\displaystyle f\left(\sum \nolimits _{i}a_{i}\sigma _{i}\right)=\sum \nolimits _{i}a_{i}f(\sigma _{i})}
unde {\displaystyle a_{i}} sunt întregi care descriu orientarea și multiplicitatea. Pentru operatorul de frontieră {\displaystyle \partial }, există:
{\displaystyle \partial f(\rho )=f(\partial \rho )}
unde ρ este un lanț. Operatorul de frontieră comută cu aplicarea deoarece, în final, lanțul este definit drept o mulțime și char mai mult, iar operația pe mulțime comută întotdeauna cu aplicația (prin definiția aplicației).
O aplicație continuă {\displaystyle f:\sigma \rightarrow X} pe spațiul topologic X este numită frecvent n-simplex singular. (În general, se spune că aplicația este "singulară" dacă nu are unele proprietăți dorite, cum ar fi continuitatea, iar termenul reflectă faptul că aplicația continuiă nu trebuie să fie înglobată.)

## Geometrie algebrică
Deoarece geometria algebrică clasică permite tratarea ecuațiilor polinomiale, dar nu și a inegalităților, n-simplexul algebric standard este definit în mod obișnuit ca o submulțime a spațiului (n + 1)-dimensional afin, unde suma tuturor coordonatelor este până la 1 (astfel neluând în considerare partea de inegalitate). Descrierea algebrică a acestei mulțimi este
{\displaystyle \Delta ^{n}:=\left\{x\in \mathbb {A} ^{n+1}~{\Big |}~\sum _{i=1}^{n+1}x_{i}=1\right\},}
care echivalează descrierea schemei teoretice {\displaystyle \Delta _{n}(R)=\operatorname {Spec} (R[\Delta ^{n}])} prin
{\displaystyle R[\Delta ^{n}]:=R[x_{1},\ldots ,x_{n+1}]\left/\left(1-\sum x_{i}\right)\right.}
inelul funcțiilor regulate pe n-simplexul algebric (pentru orice inel {\displaystyle R}).
Folosind aceeași definiție pentru n-simplexul clasic, n-simplexurile din diferite dimensiuni n se grupează într-o mulțime simplicială, in timp ce inelul {\displaystyle R[\Delta ^{n}]} le grupează într-un obiect cosimplicial {\displaystyle R[\Delta ^{\bullet }]}.
n-simplexurile algebrice se folosesc în K-teoria⁠(d) superioară și în definirea grupurilor Chow⁠(d).

## Aplicații
- În statistică, simplexurile sunt exemple de spații de date compoziționale⁠(d) și sunt, de asemenea, folosite la trasarea cantităților a căror sumă este 1, cum ar fi ponderile subpopulațiilor, într-o diagramă ternară.

- În statistica industrială, simplexurile apar în formularea problemelor și în soluțiile algoritmice. De exemplu, pentru pâine, producătorul trebuie să combine în amestec făină, apă, drojdie, zahăr etc., cunoscute sub formă de proporții relative. Dacă se folosește o cantitate dublă de făină, trebuie și o cantitate dublă de drojdie. Un asemenea amestec este adesea descris printr-o rețetă în care suma cantităților (nenegative) este 1, la fel ca la simplexuri. Calitatea amestecurilor de pâine poate fi estimată utilizând metodologia suprafeței de răspuns și apoi se poate calcula un maxim local folosind o metodă de programare neliniară⁠(d), cum ar fi programarea pătratică secvențială⁠(d).[16]

- În cercetarea operațională⁠(d) și programarea liniară problemele pot fi rezolvate cu algoritmul simplex al lui George Dantzig.

- În designul geometric⁠(d) și grafica digitală, multe metode întâi descompun domeniul prin triangulări simpliciale, iar apoi interpolează polinomial fiecare simplex.[17]

- În chimie, structurile hidrurilor celor mai multe elemente din blocul p seamănă cu simplexurile. Neonul nu reacționează cu hidrogenul, prin urmare, ca gaz monoatomic, el este un punct, fluorul se leagă de un atom de hidrogen, formând un segment, oxigenul se leagă de doi atomi de hidrogen într-o formație care seamănă cu un triunghi, azotul se leagă de trei atomi de hidrogen sub forma unui tetraedru, iar carbonul, legat de patru atomi de hidrogen formează o structură tetraedrică care seamănă cu o proiecție tridimensională a unui pentacor (5-celule). Această tendință continuă și în alte analogii, la fel și dacă hidrogenul este înlocuit de atomi de halogeni.